# Oliver Petræus Effersøe
Oliver Petræus Effersøe (født 22. juni 1830 i Tórshavn, død 7. januar 1897) var en færøsk politiker (uafhængig) og lærer.

## Baggrund
Effersøe var søn af Súsanna Ólavsdóttir fra Vestmanna og Jón Guðmundsson Effersøe fra Ørfarsey i Island. Han blev student i 1851 og tog filosofikum i 1852. Derefter studerede han jura og tog 1. del i 1856. Han arbejdede som lærer i realskolen i Tórshavn fra 1871-1897. Han sad i Færø Amts Skoledirektion 1881-1886. Han var redaktør for avisen Dimmalætting 1881-82 og igen fra 1892-93.

## Politisk karriere
Der fandtes ikke politiske partier på Færøerne i Effersøes levetid. Effersøe startede sin politiske karriere med at blive valgt ind i Folketinget, hvor han sad fra 1869-1872. Han var medlem af kommunebestyrelsen i Tórshavn i perioden 1873-78. Han blev valgt ind i Lagtinget fra 1871-89 og 1891-95. Han var valgt ind for tre forskellige valgkredse: Norðurstreymoyar fra 1871-75, Suðurstreymoyar fra 1875-89 og Eysturoyar valgkreds fra 1891-95.